# Tomas Švedkauskas
Tomas Švedkauskas (ur. 22 czerwca 1994 w Mariampolu) – litewski piłkarz grający na pozycji bramkarza, zawodnik belgijskiego klubu Lommel SK. Młodzieżowy i seniorski reprezentant kraju. W trakcie swojej kariery grał między innymi w Ascoli Calcio 1898 FC, Lupie Roma, czy US Catanzaro 1929.

## Mecze w reprezentacji
| Lp  | Data                 | Miejsce rozegrania meczu | Przeciwnik  | Wynik | Źródło |
| --- | -------------------- | ------------------------ | ----------- | ----- | ------ |
| 1.  | 8 czerwca 2018       | Moskwa                   | Iran        | 0–1   | [ 10 ] |
| 2.  | 7 września 2020      | Tirana                   | Albania     | 1–0   | [ 11 ] |
| 3.  | 7 października 2020  | Tallinn                  | Estonia     | 3–1   | [ 12 ] |
| 4.  | 11 października 2020 | Wilno                    | Białoruś    | 2–2   | [ 13 ] |
| 5.  | 14 października 2020 | Wilno                    | Albania     | 0–0   | [ 14 ] |
| 6.  | 11 listopada 2020    | Wilno                    | Wyspy Owcze | 2–1   | [ 15 ] |
| 7.  | 15 listopada 2020    | Mińsk                    | Białoruś    | 0–2   | [ 16 ] |
| 8.  | 18 listopada 2020    | Ałmaty                   | Kazachstan  | 2–1   | [ 17 ] |
| 9.  | 24 marca 2021        | Prisztina                | Kosowo      | 0–4   | [ 18 ] |
| 10. | 28 marca 2021        | St. Gallen               | Szwajcaria  | 0–1   | [ 19 ] |
| 11. | 31 marca 2021        | Wilno                    | Włochy      | 0–2   | [ 20 ] |